# Josef Augusta
Josef Augusta, född 24 november 1946 i Havlíčkův Brod, död 16 februari 2017 i Jihlava, var en tjeckoslovakisk ishockeyspelare.
Han blev olympisk silvermedaljör i ishockey vid vinterspelen 1976 i Innsbruck.